# Halálozások 2006-ban
Ez a szócikk a 2006-os évben elhunyt nevezetes személyeket sorolja fel.

## December
| Dátum        | Név                   | Foglalkozás / tisztség                                                           | Kor | Forrás          |
| ------------ | --------------------- | -------------------------------------------------------------------------------- | --- | --------------- |
| december 31. | Seymour Martin Lipset | amerikai szociológus                                                             | 084 |                 |
| december 31. | Liese Prokop          | osztrák belügyminiszter, olimpiai ezüstérmes (1968), Európa-bajnok (1969) atléta | 065 |                 |
| december 30. | Szaddám Huszein       | iraki elnök, diktátor                                                            | 069 |                 |
| december 28. | Kocsis Ernő           | labdarúgó (Pécsi Dózsa)                                                          | 074 |                 |
| december 26. | Gerald Ford           | az Amerikai Egyesült Államok 38. elnöke                                          | 093 |                 |
| december 26. | Bogár István          | zeneszerző                                                                       | 069 |                 |
| december 25. | James Brown           | amerikai blues-énekes                                                            | 073 |                 |
| december 25. | Jerry Byers           | kanadai jégkorongozó                                                             | 054 |                 |
| december 24. | Bényi Árpád           | festőművész                                                                      | 075 |                 |
| december 22. | Kárpáti Aurél         | sakkfeladványszerző, sportvezető, újságíró                                       | 090 |                 |
| december 22. | Lázár Ervin           | író                                                                              | 070 |                 |
| december 21. | Vágó Nelly            | díszlettervező                                                                   | 069 |                 |
| december 21. | Saparmyrat Nyýazow    | Türkmenisztán elnöke                                                             | 066 |                 |
| december 18. | Joseph Barbera        | amerikai animációs filmproducer, a Hanna-Barbera alapítója                       | 095 |                 |
| december 15. | Clay Regazzoni        | svájci Formula–1-es autóversenyző                                                | 067 |                 |
| december 14. | Ahmet Ertegün         | az Atlantic Records török származású alapítója és ügyvezető igazgatója           | 083 | [ halott link ] |
| december 12. | Alan Shugart          | amerikai informatikus, feltaláló, üzletember                                     | 076 |                 |
| december 10. | Augusto Pinochet      | Chile korábbi diktátora                                                          | 091 |                 |
| december 8.  | Surányi János         | matematikus                                                                      | 088 |                 |
| december 6.  | Mavis Pugh            | angol színésznő (Csengetett, Mylord?, Az ükhadsereg)                             | 092 |                 |
| december 3.  | Machos Ferenc         | labdarúgó                                                                        | 074 |                 |
| december 2.  | Veres Mariska         | holland dalszövegíró, énekesnő                                                   | 059 |                 |
| december 1.  | Claude Jade           | francia színésznő                                                                | 058 |                 |

## November
| Dátum               | Név                                 | Foglalkozás / tisztség                                                              | Kor | Forrás          |
| ------------------- | ----------------------------------- | ----------------------------------------------------------------------------------- | --- | --------------- |
| november 29.(k. n.) | Bajusz József                       | gyártásvezető                                                                       | 081 |                 |
| november 27.        | Határ Győző                         | Kossuth-díjas író                                                                   | 092 |                 |
| november 26.        | Ugrai Ferenc                        | katonatiszt, volt vezérkari főnök                                                   | 084 | –               |
| november 26.        | Dave Cockrum                        | amerikai képregényrajzoló                                                           | 063 |                 |
| november 24.        | Fritz Schwab                        | olimpikon atléta                                                                    | 087 |                 |
| november 23.        | Philippe Noiret                     | francia színész                                                                     | 076 |                 |
| november 23.        | Alekszandr Valtyerovics Litvinyenko | orosz titkosszolgálati tiszt                                                        | 044 |                 |
| november 20.        | Robert Altman                       | amerikai filmrendező                                                                | 081 | [ halott link ] |
| november 20.        | Zoia Ceaușescu                      | román matematikus                                                                   | 057 |                 |
| november 17.        | Puskás Ferenc                       | labdarúgó                                                                           | 079 |                 |
| november 16.        | Milton Friedman                     | magyar származású Nobel-díjas közgazdász                                            | 094 |                 |
| november 14.        | Ferdinand Marschall                 | labdarúgó játékvezető                                                               | 082 | –               |
| november 10.        | Jack Palance                        | Oscar-díjas amerikai színész                                                        | 087 |                 |
| november 9.         | Roszík Mihály                       | evangélikus lelkész                                                                 | 084 | [ halott link ] |
| november 8.         | Litván György                       | történész                                                                           | 077 |                 |
| november 6.         | Miguel Aceves Mejía                 | mexikói színész, énekes                                                             | 090 |                 |
| november 5.         | Bülent Ecevit                       | török író, újságíró, politikus, miniszterelnök (1974; 1977;, 1978–1979 és 1999–2002 | 081 | –               |
| november 5.         | Pietro Rava                         | olimpiai és világbajnok olasz labdarúgó, edző                                       | 090 |                 |
| november 5.         | Széplaky Endre                      | színész                                                                             | 079 | –               |
| november 3.         | Alberto Spencer                     | ecuadori labdarúgó                                                                  | 068 | –               |
| november 2.         | Nagy Olga                           | néprajzkutató                                                                       | 085 |                 |
| november 2.         | Erdész Zsuzsa                       | operaénekes, koloratúr szoprán                                                      | 073 | –               |
| november 2.         | Tóth Gyula                          | maratoni futó, olimpikon                                                            | 070 |                 |
| november 1.         | Leon Henkin                         | amerikai matematikus                                                                | 085 |                 |
| november 1.         | William Styron                      | amerikai regény- és esszéíró                                                        | 081 | –               |

## Október
| Dátum       | Név                 | Foglalkozás / tisztség                                                                   | Kor | Forrás          |
| ----------- | ------------------- | ---------------------------------------------------------------------------------------- | --- | --------------- |
| október 31. | Pieter Willem Botha | dél-afrikai politikus, miniszterelnök (1978–1984), köztársasági elnök (1984–1989)        | 090 | –               |
| október 29. | Littay Gyula        | operaénekes                                                                              | 092 |                 |
| október 28. | Tina Aumont         | francia–amerikai színésznő                                                               | 060 |                 |
| október 28. | Bence György        | filozófus                                                                                | 064 |                 |
| október 27. | Gregor József       | operaénekes (basszus)                                                                    | 066 |                 |
| október 26. | Pasteiner Éva       | könyvtáros, Jékely Zoltán költő első felesége, második férje Takács Jenő zeneszerző volt | 091 |                 |
| október 26. | Bécsy Tamás         | színháztörténész, esztéta, kritikus                                                      | 078 |                 |
| október 22. | Cshö Gjuha          | dél-koreai politikus, külügyminiszter, miniszterelnök (1975–1979), elnök (1999–2000)     | 087 |                 |
| október 20. | Jane Wyatt          | amerikai színésznő                                                                       | 096 |                 |
| október 20. | Jeanne Colletin     | francia színésznő                                                                        | 068 |                 |
| október 16. | Valentín Paniagua   | perui jogász, politikus, elnök (2000–2001)                                               | 070 | –               |
| október 16. | Váczi György        | román válogatott labdarúgó                                                               | 084 |                 |
| október 15. | Szögi Lajos         | tiszavasvári tanár, az olaszliszkai lincselés áldozata                                   | 044 |                 |
| október 15. | Tarnói Gizella      | magyar újságíró                                                                          | 059 |                 |
| október 15. | Bozsik István       | grafikus                                                                                 | 065 |                 |
| október 14. | Jared Anderson      | amerikai basszusgitáros, énekes                                                          | 030 |                 |
| október 14. | Rábay László        | labdarúgó (Szegedi Honvéd, Szegedi EAC), edző                                            | 077 | [ halott link ] |
| október 13. | Szergej Kurepov     | orosz származású bohóc („Szervusz, Szergej”)                                             | 067 |                 |
| október 13. | Kállai Pál          | magyar zsoké                                                                             | 073 | [ halott link ] |
| október 13. | Hatvani Dániel      | író, költő                                                                               | 069 |                 |
| október 12. | Eugène Martin       | francia autóversenyző                                                                    | 091 |                 |
| október 11. | Dáné Tibor          | író, műfordító, szerkesztő                                                               | 083 |                 |
| október 11. | Carlotta Ordassy    | magyar származású amerikai opera-énekesnő (szoprán)                                      | 085 |                 |
| október 9.  | Marek Grechuta      | lengyel énekes, dalszerző, zeneszerző, szövegíró                                         | 060 |                 |
| október 9.  | Paul Hunter         | profi sznúkerjátékos                                                                     | 027 |                 |
| október 5.  | Laczkó István       | labdarúgó, edző                                                                          | 082 | –               |
| október 4.  | Tomas Schmit        | német művész                                                                             | 063 |                 |
| október 4.  | Oskar Pastior       | erdélyi szász költő                                                                      | 079 |                 |

## Szeptember
| Dátum          | Név                  | Foglalkozás / tisztség                                      | Kor | Forrás          |
| -------------- | -------------------- | ----------------------------------------------------------- | --- | --------------- |
| szeptember 30. | Sütő András          | erdélyi magyar író                                          | 079 |                 |
| szeptember 27. | Fülöp Mihály         | kétszeres világbajnok tőrvívó                               | 070 |                 |
| szeptember 26. | Zimányi József       | magyar fizikus                                              | 075 | [ halott link ] |
| szeptember 25. | Szentgyörgyi Kornél  | Munkácsy- és Kossuth-díjas festőművész                      | 089 |                 |
| szeptember 23. | Pege Aladár          | Kossuth-díjas nagybőgőművész                                | 066 |                 |
| szeptember 20. | Sven Vilhem Nykvist  | svéd operatőr                                               | 083 |                 |
| szeptember 19. | Bellák László        | hétszeres világbajnok asztaliteniszező                      | 095 |                 |
| szeptember 16. | Körmöczy Zsuzsa      | teniszező                                                   | 082 |                 |
| szeptember 15. | Oriana Fallaci       | olasz újságírónő                                            | 077 |                 |
| szeptember 14. | Hargitay Miklós      | testépítő világbajnok                                       | 080 |                 |
| szeptember 11. | Hargitai Nándor      | labdarúgó (Dorog)                                           | 086 |                 |
| szeptember 10. | IV. Tupou Taufaʻahau | tongai király                                               | 088 |                 |
| szeptember 6.  | Kovács Magda         | mérnök, közgazdász                                          | 075 | –               |
| szeptember 6.  | Astrid Varnay        | magyar származású svéd-amerikai operaénekesnő               | 088 |                 |
| szeptember 5.  | Sarkady János        | ókortörténész professzor                                    | 079 |                 |
| szeptember 4.  | Fejér Tamás          | filmrendező (A Tenkes kapitánya, Bogáncs, Tüskevár)         | 085 |                 |
| szeptember 4.  | Steve Irwin          | ausztrál zoológus, krokodilvadász                           | 044 |                 |
| szeptember 4.  | Giacinto Facchetti   | olasz labdarúgó, szakvezető                                 | 064 |                 |
| szeptember 2.  | Bob Mathias          | olimpiai bajnok (1948 és 1952) amerikai atléta és politikus | 075 |                 |
| szeptember 1.  | Faludy György        | költő, műfordító                                            | 096 |                 |

## Augusztus
| Dátum         | Név                   | Foglalkozás / tisztség                                  | Kor | Forrás          |
| ------------- | --------------------- | ------------------------------------------------------- | --- | --------------- |
| augusztus 30. | Glenn Ford            | Golden Globe-díjas amerikai színész, rádiós műsorvezető | 090 |                 |
| augusztus 30. | Nagíb Mahfúz          | Irodalmi Nobel-díjas egyiptomi író                      | 094 |                 |
| augusztus 29. | Gerald Green          | amerikai író, újságíró                                  | 084 |                 |
| augusztus 29. | Benjamin Rawitz       | izraeli zongoraművész                                   | 060 |                 |
| augusztus 28. | Ed Benedict           | amerikai animátor                                       | 094 |                 |
| augusztus 28. | Pip Pyle              | progresszív rock dobos                                  | 056 |                 |
| augusztus 28. | Melvin Schwartz       | Nobel-díjas amerikai fizikus                            | 073 | –               |
| augusztus 27. | Koczur Kálmán         | tájfutó, sportvezető                                    | 073 |                 |
| augusztus 25. | John Blankenstein     | labdarúgó játékvezető                                   | 057 |                 |
| augusztus 25. | Noor Hassanali        | Trinidad és Tobagó-i politikus, elnök (1987–1997)       | 088 |                 |
| augusztus 24. | Cristian Nemescu      | román filmrendező                                       | 027 |                 |
| augusztus 24. | Acél Ervin            | karmester                                               | 071 | [ halott link ] |
| augusztus 23. | Kiss Elemér           | erdélyi matematikus                                     | 077 |                 |
| augusztus 23. | Maynard Ferguson      | kanadai dzsesszzenész; trombitás                        | 082 | [ halott link ] |
| augusztus 23. | Wolfgang Přiklopil    | osztrák távközlési technikus, emberrabló                | 044 |                 |
| augusztus 19. | Kertész Tamás         | operaénekes                                             | 057 |                 |
| augusztus 19. | Óscar Míguez          | világbajnok uruguayi labdarúgócsatár                    | 078 | –               |
| augusztus 16. | Alfredo Stroessner    | paraguayi katonatiszt, politikus, diktátor (1954–1989)  | 093 |                 |
| augusztus 15. | Faas Wilkes           | holland labdarúgó                                       | 082 |                 |
| augusztus 14. | Bruno Kirby           | amerikai színész (Ahol a bölény dübörög;A turné)        | 057 |                 |
| augusztus 10. | Tóth István           | ókortörténész                                           | 072 |                 |
| augusztus 9.  | Maróthy Győző         | építész, festőművész                                    | 081 | –               |
| augusztus 8.  | Koós Judith           | művészettörténész, műkritikus                           | 083 |                 |
| augusztus 5.  | Réffy József          | vegyészmérnök                                           | 067 | [ halott link ] |
| augusztus 3.  | Elisabeth Schwarzkopf | német szoprán énekes                                    | 091 |                 |
| augusztus 1.  | Szusza Ferenc         | válogatott labdarúgó (Újpesti Dózsa)                    | 082 |                 |

## Július
| Dátum      | Név                     | Foglalkozás / tisztség                                                                  | Kor | Forrás          |
| ---------- | ----------------------- | --------------------------------------------------------------------------------------- | --- | --------------- |
| július 30. | Zenthe Ferenc           | színművész, a Nemzet Színésze                                                           | 086 |                 |
| július 29. | Baráth Lajos            | író                                                                                     | 070 | [ halott link ] |
| július 28. | David Andrew Gemmell    | angol fantasyíró                                                                        | 057 |                 |
| július 26. | Louise Bennett-Coverley | jamaicai színésznő (Kincs, ami nincs), énekesnő, író, költő, folklorista                | 086 |                 |
| július 26. | Vojtech Zamarovský      | szlovák történelmi ismeretterjesztő író                                                 | 086 | [ halott link ] |
| július 22. | Somogyi Szilveszter     | orvos, fővárosi vezető baleseti sebészfőorvos, Batthyány-Strattmann László-díjas (1998) | 080 |                 |
| július 22. | Siklós Olga             | dramaturg, rendező, író                                                                 | 080 |                 |
| július 21. | Ta Mok                  | a kambodzsai vörös khmerek katonai parancsnoka                                          | 080 |                 |
| július 21. | Pál Árpád               | erdélyi matematikus                                                                     | 077 |                 |
| július 19. | George Wetherill        | amerikai asztrofizikus, geológus                                                        | 080 |                 |
| július 15. | Pálfi István            | politikus, országgyűlési képviselő (Fidesz)                                             | 039 |                 |
| július 13. | Red Buttons             | Oscar- és Golden Globe-díjas amerikai színész, humorista                                | 087 |                 |
| július 12. | Beney Zsuzsa            | költő, író, esszéista, irodalomtörténész, tüdőgyógyász szakorvos                        | 076 |                 |
| július 12. | Loredana Nusciak        | olasz színésznő, fotómodell                                                             | 064 |                 |
| július 11. | Bronwyn Oliver          | ausztrál szobrász                                                                       | 047 |                 |
| július 10. | Bertók Lajos            | magyar színész                                                                          | 040 |                 |
| július 10. | Samil Baszajev          | csecsen szeparatista vezér                                                              | 041 |                 |
| július 8.  | Polgár Lajos            | katona, a Nyilaskeresztes Párt magas rangú tagja, háborús bűnös                         | 089 |                 |
| július 7.  | Syd Barrett             | a Pink Floyd együttes egyik alapítója                                                   | 060 |                 |
| július 7.  | Balló Áron              | romániai magyar újságíró                                                                | 039 | [ halott link ] |
| július 7.  | Rudi Carrell            | holland műsorvezető                                                                     | 072 |                 |
| július 7.  | Eliasz al-Hravi         | libanoni politikus, az ország volt elnöke                                               | 079 |                 |
| július 4.  | Bada Tibor              | festőművész, költő, előadóművész                                                        | 042 |                 |
| július 4.  | Lars Korvald            | norvég politikus, miniszterelnök (1972–1973)                                            | 090 |                 |
| július 3.  | Bratka László           | költő, műfordító                                                                        | 057 | [ halott link ] |
| július 2.  | Horváth Balázs          | ügyvéd, politikus, az Antall-kormány első belügyminisztere                              | 063 |                 |
| július 1.  | Hasimoto Rjútaró        | japán politikus, miniszterelnök (1996–1998)                                             | 068 |                 |

## Június
| Dátum      | Név                    | Foglalkozás / tisztség                               | Kor | Forrás |
| ---------- | ---------------------- | ---------------------------------------------------- | --- | ------ |
| június 29. | Ónisi Tadao            | japán válogatott labdarúgó                           | 063 | –      |
| június 29. | Szász János            | romániai magyar író, költő, műfordító                | 079 |        |
| június 28. | Fernando Sánchez       | spanyol divattervező                                 | 071 |        |
| június 23. | Aaron Spelling         | amerikai producer                                    | 083 |        |
| június 23. | Vitéz László           | magyar színész                                       | 057 |        |
| június 20. | Sárosi Imre            | úszó, edző, az Úszó Hírességek Csarnokának tagja     | 097 |        |
| június 19. | Sarlós István          | magyar politikus, az országgyűlés elnöke             | 085 |        |
| június 18. | Szulovszky István Joni | A. E. Bizottság gitárosa                             | 055 |        |
| június 16. | Osztovits Levente      | műfordító, irodalomtörténész                         | 066 |        |
| június 16. | Domokos Mátyás         | irodalomkritikus, -történész, szerkesztő, könyvtáros | 078 |        |
| június 15. | Csákány Márta          | szinkronrendező                                      | 086 |        |
| június 13. | Legány Dezső           | Erkel Ferenc-díjas zenetudós                         | 090 |        |
| június 12. | Ligeti György          | Kossuth-díjas magyar zeneszerző                      | 083 |        |
| június 12. | Illés György           | operatőr                                             | 091 |        |
| június 9.  | Bartis Ferenc          | író, költő                                           | 070 |        |
| június 9.  | Drafi Deutscher        | német énekes, dalszerző                              | 060 |        |
| június 6.  | Fábián Tibor           | válogatott labdarúgó                                 | 059 |        |
| június 6.  | Billy Preston          | amerikai zenész, virtuóz billentyűs                  | 059 |        |
| június 5.  | Henri Magne            | francia rali-navigátor                               | 053 |        |
| június 3.  | Tardos Márton          | volt országgyűlési képviselő (SZDSZ)                 | 078 |        |
| június 1.  | Mucsi Sándor           | színész, énekes                                      | 080 |        |

## Május
| Dátum     | Név                       | Foglalkozás / tisztség                                                         | Kor | Forrás          |
| --------- | ------------------------- | ------------------------------------------------------------------------------ | --- | --------------- |
| május 31. | Raymond Davis             | Nobel-díjas amerikai asztrofizikus                                             | 091 |                 |
| május 27. | Dieter Acker              | erdélyi szász zeneszerző                                                       | 066 |                 |
| május 26. | Kollár Kornél             | lovasedző                                                                      | 079 |                 |
| május 25. | Burkus Valéria            | író, költő, műfordító                                                          | 089 |                 |
| május 25. | Desmond Dekker            | jamaicai ska és reggae énekes és szövegíró                                     | 064 |                 |
| május 24. | Balha Vilmos              | énekes, basszusgitáros (HétköznaPICSAlódások)                                  | 038 |                 |
| május 24. | Kerekes Jenő              | magyar jogász, egyetemi tanár, jogi és közgazdasági szakíró                    | 086 |                 |
| május 23. | Lloyd Bentsen             | politikus, katonatiszt és bíró, az USA egykori szenátora volt 1971–1993 között | 085 |                 |
| május 22. | Hamza El Din              | núbiai zenész                                                                  | 077 |                 |
| május 22. | Székely József (szobrász) | erdélyi magyar szobrászművész                                                  | 077 |                 |
| május 21. | Szabadváry Ferenc         | vegyészmérnök                                                                  | 083 | [ halott link ] |
| május 17. | Eva Maria Bauer           | német színésznő, A klinika című sorozat Hildegard főnővére                     | 083 |                 |
| május 16. | Kollányi László           | Fleischmann Rudolf-díjas növénynemesítő                                        | 072 | –               |
| május 16. | Bálint Andor              | biológus                                                                       | 086 |                 |
| május 15. | Chic Hecht                | politikus és diplomata, az USA egykori szenátora volt 1983–1989 között         | 077 |                 |
| május 14. | Stanley Kunitz            | Nemzeti Könyvdíjas amerikai költő                                              | 100 |                 |
| május 14. | Robert Bruce Merrifield   | Nobel-díjas amerikai biokémikus                                                | 084 | –               |
| május 13. | Peter Viereck             | Pulitzer-díjas amerikai író, költő, kritikus, történész                        | 089 |                 |
| május 12. | Arthur Porges             | amerikai tudományos-fantasztikus író                                           | 090 |                 |
| május 10. | Vladimír Nekuda           | cseh régész                                                                    | 079 | –               |
| május 10. | Soraya                    | kolumbiai-amerikai énekesnő, dalszerző                                         | 037 |                 |
| május 8.  | Somlyó György             | író                                                                            | 085 |                 |
| május 6.  | Lillian Asplund           | a Titanic túlélője                                                             | 099 |                 |
| május 3.  | Karel Appel               | holland absztrakt expresszionista festő, szobrász                              | 085 |                 |
| május 3.  | Mikola Nándor             | magyar-finn akvarellfestő                                                      | 094 |                 |
| május 1.  | Barbér Irén               | írónő, újságírónő                                                              | 067 | –               |
| május     | Pozsgai Lajos             | labdarúgó, hátvéd                                                              | 056 |                 |

## Április
| Dátum       | Név                    | Foglalkozás / tisztség                                                   | Kor | Forrás          |
| ----------- | ---------------------- | ------------------------------------------------------------------------ | --- | --------------- |
| április 30. | Jean-François Revel    | francia újságíró, esszéista                                              | 082 |                 |
| április 30. | Beatriz Sheridan       | mexikói színésznő, rendező                                               | 071 | —               |
| április 29. | John Kenneth Galbraith | amerikai közgazdász                                                      | 098 |                 |
| április 26. | Júvál Neemán           | izraeli fizikus és politikus                                             | 080 |                 |
| április 26. | Szíj Rezső             | író, könyvkiadó                                                          | 091 |                 |
| április 24. | Jeney László           | olimpiai bajnok vízilabdázó                                              | 082 |                 |
| április 24. | Teitelbaum Mózes       | szatmári rebbe                                                           | 091 |                 |
| április 22. | Tip Marugg             | költő, író                                                               | 083 | —               |
| április 20. | Scott Crossfield       | amerikai pilóta, a hangsebesség első rekordere                           | 085 |                 |
| április 20. | Bella István           | Kossuth-díjas költő és műfordító                                         | 065 |                 |
| április 20. | Wolfgang Unzicker      | német sakkozó                                                            | 080 |                 |
| április 19. | Velenczey István       | magyar színész                                                           | 081 |                 |
| április 13. | Horváth Béla           | labdarúgó (Rába ETO), sportvezető                                        | 062 |                 |
| április 13. | Magyar György          | labdarúgó (Szegedi EOL)                                                  | 058 |                 |
| április 13. | Mezey Lajos            | színész                                                                  | 088 | [ halott link ] |
| április 13. | Muriel Spark           | skót írónő                                                               | 088 |                 |
| április 12. | Shekhar Mehta          | kenyai autóversenyző                                                     | 061 |                 |
| április 11. | Proof                  | amerikai rapper, színész                                                 | 032 |                 |
| április 3.  | Balkay Géza            | színész                                                                  | 053 |                 |
| április 6.  | Ungár András           | közgazdász, ingatlanbefektető, Ungár Klára testvére, Schmidt Mária férje | 052 |                 |
| április 5.  | Gene Pitney            | amerikai énekes-dalszerző, zenész                                        | 066 |                 |
| április 2.  | Nina von Stauffenberg  | Claus Schenk von Stauffenberg özvegye                                    | 092 |                 |
| április 1.  | Gary Dineen            | kanadai profi jégkorongozó                                               | 063 | [ halott link ] |

## Március
| Dátum       | Név                   | Foglalkozás / tisztség                                                   | Kor | Forrás          |
| ----------- | --------------------- | ------------------------------------------------------------------------ | --- | --------------- |
| március 29. | Salvador Elizondo     | mexikói író, kritikus                                                    | 074 |                 |
| március 28. | Csáki Béla            | labdarúgó (Szegedi Honvéd, Salgótarján)                                  | 075 | [ halott link ] |
| március 27. | Stanisław Lem         | lengyel író                                                              | 084 |                 |
| március 26. | Béres József          | Széchenyi-díjas kutató, a Béres-csepp feltalálója                        | 086 |                 |
| március 26. | Ole Madsen            | dán válogatott labdarúgó                                                 | 071 | –               |
| március 26. | Nagy Béla             | sportújságíró                                                            | 062 |                 |
| március 25. | Rocío Dúrcal          | spanyol énekesnő, színésznő                                              | 061 |                 |
| március 24. | Lennart Meri          | észt politikus, köztársasági elnök                                       | 077 |                 |
| március 24. | Jörg Bastuck          | raliversenyző                                                            | 037 |                 |
| március 23. | Desmond Doss          | amerikai tizedes, a Medal of Honor birtokosa                             | 087 |                 |
| március 22. | Ujváry Lajos          | magyar festőművész                                                       | 081 |                 |
| március 22. | Ribár Béla            | szerbiai magyar fizikus                                                  | 076 |                 |
| március 22. | Molnár Gergely András | első világháborús katona                                                 | 108 |                 |
| március 20. | Újvári József         | magyar geológus, hidrológus                                              | 079 |                 |
| március 18. | André Szőts           | magyar-francia filmproducer, rendező                                     | 069 |                 |
| március 14. | Vöő Gabriella         | erdélyi magyar néprajzkutató, néprajzi szakíró                           | 068 |                 |
| március 13. | Maureen Stapleton     | amerikai színésznő                                                       | 080 |                 |
| március 12. | Gyulai István         | atléta, sportriporter, a Nemzetközi Atlétikai Szövetség (IAAF) főtitkára | 062 |                 |
| március 11. | Slobodan Milošević    | korábbi jugoszláv államfő                                                | 064 |                 |
| március 10. | Jesús Miguel Rollán   | olimpiai és világbajnok spanyol vízilabdázó                              | 037 |                 |
| március 10. | Halász Péter          | színész, rendező                                                         | 063 |                 |
| március 9.  | Geir Ivarsøy          | az Opera Software egyik alapítója                                        | 048 |                 |
| március 8.  | Teresa Ciepły         | lengyel atléta                                                           | 069 |                 |
| március 8.  | Jorge Eduardo Eielson | perui író és képzőművész                                                 | 081 |                 |
| március 6.  | Ali Farka Touré       | sok hangszeren játszó mali származású énekes                             | 066 | –               |

## Február
| Dátum       | Név                   | Foglalkozás / tisztség                                               | Kor | Forrás |
| ----------- | --------------------- | -------------------------------------------------------------------- | --- | ------ |
| február 28. | Owen Chamberlain      | Nobel-díjas amerikai fizikus                                         | 085 | –      |
| február 28. | Kaló Flórián          | színész                                                              | 073 |        |
| február 27. | Bene Ferenc           | olimpiai bajnok labdarúgó                                            | 061 |        |
| február 26. | Zallár Andor          | labdarúgó (Szegedi EAC), könyvtár igazgató                           | 077 |        |
| február 25. | Vistai András János   | romániai magyar szerkesztő, szakíró, műfordító, néprajzkutató        | 080 |        |
| február 24. | Octavia E. Butler     | amerikai sci-fi-szerző                                               | 058 | –      |
| február 24. | Don Knotts            | amerikai színész, humorista                                          | 081 |        |
| február 22. | Veres Pál             | újságíró, szexológus                                                 | 088 |        |
| február 22. | Kondor Lajos          | magyar grafikus                                                      | 079 | –      |
| február 21. | Hutter Ottó           | informatikus, az eLearning úttörője                                  | 045 |        |
| február 20. | Ion Drîmbă            | olimpiai és világbajnok román vívó, edző                             | 063 |        |
| február 16. | Dezső Gábor           | erdélyi matematikus                                                  | 059 | –      |
| február 15. | H. Balázs Éva         | történész                                                            | 091 |        |
| február 15. | Anna Marly            | orosz származású francia énekesnő, dalszerző                         | 088 |        |
| február 13. | Andreas Katsulas      | amerikai színész (Babylon 5, A szökevény, Star Trek: Az új nemzedék) | 059 |        |
| február 13. | Újlaki József         | francia válogatott labdarúgó                                         | 076 |        |
| február 9.  | Csák Ibolya           | olimpiai bajnok magasugró                                            | 091 |        |
| február 7.  | Alberto Terry         | perui labdarúgó                                                      | 076 | –      |
| február 5.  | Bánka Kristóf         | labdarúgó (Újpest FC)                                                | 024 |        |
| február 4.  | Dalnoki Jenő          | olimpiai bajnok labdarúgó                                            | 073 |        |
| február 4.  | Betty Friedan         | amerikai író, polgárjogi aktivista, feminista                        | 085 |        |
| február 3.  | Walerian Borowczyk    | lengyel filmrendező                                                  | 082 |        |
| február 2.  | S. K. Ramachandra Rao | indiai szerző, szanszkrittudós, pszichológiaprofesszor               | 080 |        |
| február 1.  | Borsa Iván            | történész, levéltáros                                                | 088 |        |

## Január
| Dátum      | Név                                    | Foglalkozás / tisztség                                         | Kor | Forrás          |
| ---------- | -------------------------------------- | -------------------------------------------------------------- | --- | --------------- |
| január 27. | Johannes Rau                           | német politikus, elnök (1999–2004)                             | 075 |                 |
| január 25. | Chris Penn                             | amerikai színész                                               | 041 |                 |
| január 23. | Jancsó Adrienne                        | Kossuth-díjas előadóművész                                     | 084 |                 |
| január 21. | Ibrahim Rugova                         | koszovói elnök                                                 | 061 |                 |
| január 19. | Agárdy Gábor                           | a nemzet színésze, Jászai- és Kossuth-díjas színész            | 083 |                 |
| január 19. | Beckl Sándor                           | sportvezető, politikus                                         | 081 |                 |
| január 19. | Wilson Pickett                         | énekes, zeneszerző, a soul-zene egyik legnagyobb előadója      | 065 |                 |
| január 18. | Orbán István                           | vegyészmérnök                                                  | 066 |                 |
| január 17. | Baráth János                           | labdarúgó (Szegedi Honvéd)                                     | 080 |                 |
| január 15. | Dzsábir el-Ahmed el-Dzsábir asz-Szabáh | kuvaiti emír                                                   | 080 |                 |
| január 14. | Shelley Winters                        | kétszeres Oscar-díjas amerikai színésznő                       | 085 |                 |
| január 13. | Piros László                           | katona, kommunista politikus, volt belügyminiszter             | 089 |                 |
| január 12. | Fallenbüchl Zoltán                     | történész, irodalomtörténész, könyvtáros                       | 082 |                 |
| január 11. | Kovács László                          | festőművész                                                    | 062 |                 |
| január 11. | Markus Löffel                          | német zenész, DJ (Jam & Spoon, Mark Spoon néven)               | 039 |                 |
| január 9.  | Veér András                            | orvos, ideg- és elmegyógyász                                   | 066 |                 |
| január 9.  | Andy Caldecott                         | ausztrál motorversenyző                                        | 042 | [ halott link ] |
| január 8.  | Rajczi Péter Pál                       | jogász, történész, levéltáros                                  | 088 |                 |
| január 8.  | Alex Elmsley                           | brit bűvész, programozó                                        | 077 |                 |
| január 7.  | Heinrich Harrer                        | osztrák hegymászó, a Hét év Tibetben szerzője                  | 093 |                 |
| január 7.  | Molnár Tibor                           | labdarúgó, hátvéd (Csepel)                                     | 062 |                 |
| január 6.  | Hulinay János                          | állatorvos                                                     | 082 |                 |
| január 6.  | Lou Rawls                              | Grammy-díjas amerikai dzsesszénekes, színész                   | 072 |                 |
| január 6.  | Zavadszky Gábor                        | válogatott labdarúgó                                           | 031 |                 |
| január 5.  | Szűcs János                            | az Újpesti Dózsa labdarúgója                                   | 050 |                 |
| január 4.  | Maktúm bin Rásid Ál Maktúm sejk        | Dubaj uralkodója és az Egyesült Arab Emírségek miniszterelnöke | 060 |                 |
| január 3.  | Farmati Zoltán                         | román válogatott labdarúgó, balhátvéd                          | 081 |                 |
| január 1.  | Andrásy Zoltán                         | romániai magyar grafikus, festő                                | 095 |                 |

## Állatok
| Dátum       | Név   | Faja, nevezetesség oka           | Kor | Forrás |
| ----------- | ----- | -------------------------------- | --- | ------ |
| október 29. | Suzy  | a veszprémi állatkert elefántja  | 058 |        |
| október 22. | Mancs | miskolci mentőkutya              | 012 |        |
| október 9.  | Apure | legidősebb ismert folyami delfin | ~49 |        |